# 足立佳奈
足立 佳奈（あだち かな、本名：吉川佳奈、1999年（平成11年）10月14日 - ）は、日本の女性シンガーソングライター。ソニー・ミュージックアーティスツ所属。所属レーベルはソニー・ミュージックレーベルズ 内のSME Records。夫はプロ野球選手の吉川尚輝。

## 略歴
岐阜県海津市出身 東京都在住。岐阜県海津市平田中学校の卒業生。名古屋市の同朋高等学校音楽科で声楽・ミュージカルを学んでいた。
自身が中学3年生であった2014年に、LINEによるオーディションプロジェクト「LINE オーディション」の第1弾としてソニー・ミュージックエンタテインメントと共同主催するオーディション「LINE×SONY MUSICオーディション」に応募。応募総数125,094組 の中からグランプリを受賞し、芸能界入り。
2017年3月、LINE「LINEバイト」のCMに起用され、CM初出演。4月にはフジテレビのバラエティ番組『新しい波24』にゲスト出演、テレビ番組初出演。その翌週回から週替わりのMCとして2週連続で起用され、バラエティ番組のMCに初挑戦した。8月、テレビドラマ『1942年のプレイボール』（NHK総合）で女優デビュー。
8月30日、SME Recordsからメジャー・デビュー・シングル「笑顔の作り方～キムチ～/ココロハレテ」をリリース。自身初の作品リリースと共にメジャー・デビュー。初回限定盤には特典としてBlu-ray Discが付属する。
2018年7月26日に開幕するインターハイ「2018 彩る感動 東海総体」（三重県ほか）のアンバサダーに就任し、公式応援ソングを担当。
2019年からは静岡県に本拠地をおくプロサッカークラブ・ジュビロ磐田の『2019年シーズンタイアップアーティスト』を担当。
2024年に、旧海津町の小学校を統合し開校する海津市立海津小学校の校歌の作詞作曲を担当することが決定。2023年（令和5年）10月26日に披露した。
同年12月28日、プロ野球読売巨人軍内野手の吉川尚輝と結婚したことを発表した。

## 人物
- 野球好きの祖父の影響を受けて幼少時より読売巨人軍のファンである[18][19]。
- 小学生の頃から野球が大好きで、男の子にまじりながら野球をやっていた[20][21]。
- 中学三年生の時、国内最大規模のオーディション、「LINEオーディション」でオリジナル曲を披露しグランプリを獲得[5]。副賞の公式LINEアカウントはデビュー前の時点で登録者10万人を突破していた[5]。
- Twitterを通じて、「15秒オリジナル動画」を更新している[5]。
- 好きな花はひまわり。
- 身体能力が高く、50m走6.80などをマークし、スポーツテストで学年1位を取った事がある[22]。

## ディスコグラフィ

### シングル

#### CDシングル
|     | 発売日         | タイトル                            | 販売形態 | 規格品番                             | 最高位 | 収録アルバム |
| --- | -------------- | ----------------------------------- | -------- | ------------------------------------ | ------ | ------------ |
| 1st | 2017年8月30日  | 笑顔の作り方～キムチ～/ココロハレテ | CD+BD    | SECL-2178/9 （初回生産限定盤）       | 32位   | Yeah!Yeah!   |
| 1st | 2017年8月30日  | 笑顔の作り方～キムチ～/ココロハレテ | CD       | SECL-2180 （通常盤）                 | 32位   | Yeah!Yeah!   |
| 2nd | 2017年11月22日 | フレーフレーわたし                  | CD+BD    | SECL-2246/7 （初回生産限定盤）       | 26位   | Yeah!Yeah!   |
| 2nd | 2017年11月22日 | フレーフレーわたし                  | CD       | SECL-2248 （通常盤）                 | 26位   | Yeah!Yeah!   |
| 3rd | 2018年2月28日  | サクラエール                        | CD+BD    | SECL-2258/9 （初回生産限定盤）       | 22位   | Yeah!Yeah!   |
| 3rd | 2018年2月28日  | サクラエール                        | CD       | SECL-2260 （通常盤）                 | 22位   | Yeah!Yeah!   |
| 4th | 2018年5月30日  | チェンジっ!                         | CD+BD    | SECL-2298/9 （初回生産限定盤）       | 30位   | Yeah!Yeah!   |
| 4th | 2018年5月30日  | チェンジっ!                         | CD       | SECL-2300 （通常盤）                 | 30位   | Yeah!Yeah!   |
| 5th | 2019年4月24日  | little flower                       | CD+BD    | SECL-2422/3 （初回生産限定盤）       | 15位   | I            |
| 5th | 2019年4月24日  | little flower                       | CD       | SECL-2424 （通常盤）                 | 15位   | I            |
| 6th | 2019年8月21日  | ひとりよがり                        | CD+BD    | SECL-2485/6 （初回生産限定盤）       | 25位   | I            |
| 6th | 2019年8月21日  | ひとりよがり                        | CD       | SECL-2487 （通常盤）                 | 25位   | I            |
| 7th | 2020年1月15日  | Good day                            | CD       | SECL-2488 （初回仕様限定盤・通常盤） | 23位   | I            |
| 7th | 2020年1月15日  | Good day                            | CD       | SECL-2489 （期間生産限定盤）         | 23位   | I            |

#### 配信限定シングル
| 配信日               | タイトル                           | 規格                   | 収録アルバム | 備考                                           |
| -------------------- | ---------------------------------- | ---------------------- | ------------ | ---------------------------------------------- |
| 2018年7月16日        | 私今あなたに恋をしています         | デジタル・ダウンロード | Yeah!Yeah!   |                                                |
| 2018年8月15日        | 僕らのスタート                     | デジタル・ダウンロード | Yeah!Yeah!   |                                                |
| 2019年2月1日         | ウタコク                           | デジタル・ダウンロード | 未収録       |                                                |
| 2019年10月14日       | Call me                            | デジタル・ダウンロード | I            |                                                |
| 2019年10月14日       | 面影                               | デジタル・ダウンロード | I            |                                                |
| 2019年12月16日       | 話がある                           | デジタル・ダウンロード | I            |                                                |
| 2020年8月31日        | 朝になったら削除します             | デジタル・ダウンロード | あなたがいて | 作詞・作曲：ペンギンス・小木岳司・KIKI         |
| 2021年2月3日         | まちぼうけ                         | デジタル・ダウンロード | あなたがいて |                                                |
| 2021年4月7日         | ノーメイク                         | デジタル・ダウンロード | あなたがいて |                                                |
| 2021年8月30日        | Film                               | デジタル・ダウンロード | あなたがいて |                                                |
| 2022年4月8日         | オーマイガール                     | デジタル・ダウンロード | Seeker       | 毎月連続リリース第一弾。作曲：中村泰輔         |
| 2022年5月20日        | Me                                 | デジタル・ダウンロード | Seeker       | 毎月連続リリース第二弾。アレンジ：Shin Sakiura |
| 2022年6月24日        | ゆらりふたり                       | デジタル・ダウンロード | Seeker       | 毎月連続リリース第三弾。feat.Tani Yuuki        |
| 2022年7月29日        | DATE                               | デジタル・ダウンロード | Seeker       | 毎月連続リリース第四弾。EIGOプロデュース       |
| 2022年8月30日        | 4321 (フォースリートゥーワン)      | デジタル・ダウンロード | Seeker       | 毎月連続リリース第五弾。                       |
| 2022年9月30日        | いまだけ                           | デジタル・ダウンロード | Seeker       | 毎月連続リリース第六弾。                       |
| 2022年10月28日       | リミット                           | デジタル・ダウンロード | Seeker       | 毎月連続リリース第七弾。Carlos K.参加。        |
| 2022年11月30日       | WALK                               | デジタル・ダウンロード | Seeker       | 毎月連続リリース第八弾。Shin Sakiura参加。     |
| 2022年12月23日       | Life Goes On                       | デジタル・ダウンロード | Seeker       | 毎月連続リリース最終弾。Shin Sakiura参加。     |
| 2023年9月23日        | この雨がやんだら                   | デジタル・ダウンロード | 未収録       | feat. 竹内唯人                                 |
| THE FIRST TAKE MUSIC |                                    |                        |              |                                                |
| 2020年12月25日       | 話がある - From THE FIRST TAKE     | デジタル・ダウンロード | 未収録       |                                                |
| 2020年12月25日       | ひとりよがり - From THE FIRST TAKE | デジタル・ダウンロード | 未収録       |                                                |

### アルバム

#### オリジナルアルバム
|     | 発売日         | タイトル     | 販売形態        | 規格品番                        | 最高位 |
| --- | -------------- | ------------ | --------------- | ------------------------------- | ------ |
| 1st | 2018年10月17日 | Yeah!Yeah!   | CD+BD           | SECL-2335/6 （初回生産限定盤）  | 17位   |
| 1st | 2018年10月17日 | Yeah!Yeah!   | CD+グッズ       | SECL-2337/8 （期間生産限定盤）  | 17位   |
| 1st | 2018年10月17日 | Yeah!Yeah!   | CD              | SECL-2339 （通常盤）            | 17位   |
| 2nd | 2020年2月12日  | I            | CD+BD           | SECL-2530/1 （初回生産限定盤A） | 24位   |
| 2nd | 2020年2月12日  | I            | CD+フォトブック | SECL-2532/3 （初回生産限定盤B） | 24位   |
| 2nd | 2020年2月12日  | I            | CD              | SECL-2534 （通常盤）            | 24位   |
| 3rd | 2021年11月24日 | あなたがいて | CD+BD           | SECL-2720/2 （完全生産限定盤）  | 54位   |
| 3rd | 2021年11月24日 | あなたがいて | CD              | SECL-2723 （通常盤）            | 54位   |
| 4th | 2023年2月15日  | Seeker       | CD+BD           | SECL-2830/3 （完全生産限定盤）  | TBA    |
| 4th | 2023年2月15日  | Seeker       | CD              | SECL -2834 （通常盤）           | TBA    |

### 参加作品
| 発売日        | タイトル                       | 販売形態 | 参加作品                     |
| ------------- | ------------------------------ | -------- | ---------------------------- |
| 2021年3月27日 | キミとなら                     | 配信限定 | 足立佳奈&wacci「キミとなら」 |
| 2021年5月28日 | 飛ぶ、サイハテ。feat. 足立佳奈 | 配信限定 | yonkey「飛ぶ、サイハテ。」   |

## タイアップ一覧
| 起用年 | 楽曲                       | タイアップ                                                                           |
| ------ | -------------------------- | ------------------------------------------------------------------------------------ |
| 2017   | 笑顔の作り方～キムチ～     | テレビ神奈川(tvk)『関内デビル』2017年8月度テーマソング                               |
| 2017   | ココロハレテ               | 大塚製薬「エールプロジェクト」テーマソング                                           |
| 2017   | フレーフレーわたし         | 日本テレビ系『ウチのガヤがすみません!』2017年11月エンディングテーマ                  |
| 2017   | フレーフレーわたし         | しまうまプリントシステム「しまうまプリント」CMソング                                 |
| 2017   | フレーフレーわたし         | KONAMI「The 7th KONAMI Arcade Championship(KAC)」応援ソング                          |
| 2018   | フレーフレーわたし         | コナミホールディングス 企業CMソング                                                  |
| 2018   | サクラエール               | 成学社「個別指導学院フリーステップ」CMソング                                         |
| 2018   | サクラエール               | テレビ神奈川（tvk）『関内デビル』2018年2月度テーマソング                             |
| 2018   | サクラエール               | 日本テレビ系『ウチのガヤがすみません!』2018年2月エンディングテーマ                   |
| 2018   | サクラエール               | 第34回 コナミオープン 水泳競技大会 応援ソング                                        |
| 2018   | サクラエール               | 広島FM『大窪シゲキの9ジラジ』2018年3月度エンディング曲                               |
| 2018   | Day by Day                 | 琉球デイゴス 2018年シーズンソング                                                    |
| 2018   | いつも一緒に               | NHK名古屋放送局「NHK中部フレッシャーズキャンペーン2018」オリジナルキャンペーンソング |
| 2018   | チェンジっ!                | フジテレビ系『レイトン ミステリー探偵社 ～カトリーのナゾトキファイル～』初代主題歌   |
| 2018   | 私今あなたに恋をしています | AbemaTV『今日、好きになりました。』テーマソング                                      |
| 2018   | 僕らのスタート             | インターハイ2018 公式応援ソング                                                      |
| 2018   | ミライステップ             | NHK Eテレ『NHK高校講座 国語表現』テーマ曲                                            |
| 2018   | You Your Yours             | AbemaTV『今日、好きになりました。』テーマソング                                      |
| 2018   | あの日にもどれるなら…      | テレビ神奈川(tvk)『関内デビル』2018年10月度テーマソング                              |
| 2019   | 私へ。                     | 成学社「個別指導学院フリーステップ」CMソング                                         |
| 2019   | WE CAN!                    | ジュビロ磐田 2019年シーズンソング                                                    |
| 2019   | ウタコク                   | AbemaTV『今日、好きになりました。』テーマソング                                      |
| 2019   | ウタコク                   | ソフトバンク×AbemaTV『今日、好きになりました。』コラボCMソング                       |
| 2019   | はたらくうた               | リクルートジョブズ『タウンワーク』コラボソング                                       |
| 2019   | little flower              | AbemaTV『今日、好きになりました。』テーマソング                                      |
| 2019   | 恋する気持ち               | ロート製薬『肌ラボ』恋する肌キュンmovie キャンペーンソング                           |
| 2019   | ひとりよがり               | AbemaTV『今日、好きになりました。夏休み編』テーマソング                              |
| 2019   | Call me                    | AbemaTV『今日、好きになりました。』オープニングテーマ                                |
| 2019   | 面影                       | AbemaTV『今日、好きになりました。』エンディングテーマ                                |
| 2019   | 話がある                   | AbemaTV『今日、好きになりました。』エンディングテーマ                                |
| 2020   | Good day                   | テレビ東京系テレビアニメ『七つの大罪 神々の逆鱗』エンディングテーマ                  |
| 2020   | Just Do It                 | 成学社「個別指導学院フリーステップ」CMソング                                         |
| 2021   | SUNNY                      | 三十三銀行「誕生編」CMソング                                                         |
| 2021   | ノーメイク                 | テレビ東京系テレビドラマ『理想のオトコ』オープニングテーマ                           |
| 2021   | すばらしい日 ナナ色のうた  | メ〜テレ『ドデスカ!』オープニングテーマ RSK山陽放送『あれスタ』エンディングテーマ    |
| 2023   | この雨がやんだら           | WOWOWテレビドラマ『アオハライド』主題歌                                              |

## 出演

### テレビドラマ
- 1942年のプレイボール（2017年8月12日、NHK総合） - 野口秀子 役[13]
- チア☆ダン（2018年7月13日 - 9月14日、TBS） - 梶山カンナ 役[65]
- 理想のオトコ 最終話（2021年5月27日、テレビ東京） -  足立 役

### テレビアニメ
- レイトン ミステリー探偵社 〜カトリーのナゾトキファイル〜（2018年6月3日・2019年2月10日、フジテレビ） - メイ 役[66]

### テレビ番組
- 新しい波24（フジテレビ）
  - 第1回初回2時間SP（2017年4月4日） - スタジオゲスト[10]
  - 第2回 - 第3回・第12回（2017年4月11日 - 18日・6月20日） - スタジオMC
- NHK高校講座 国語表現（2018年4月10日 - 2019年2月19日、NHK Eテレ） - MC[67]
- 2022 新感覚!中継 ゆる～く深く プロ野球（2022年6月3日、NHK BS1）[68]

### ウェブテレビ
- AbemaPrime（2019年2月14日[69]、AbemaTV）

### CM
- LINE LINEバイト[9]
- NHK中部フレッシャーズキャンペーン[70]
- 個別指導学院フリーステップ
- ソフトバンク

### ラジオ
- 足立佳奈のフルスイング！（2016年7月9日 - 2018年3月31日、@FM、エフエム岐阜） - 毎週土曜日 18:25～18:30
- You gott@ POWER（2016年11月28日 - 2017年3月28日、@FM） - 毎週月曜日 16:00 - 18:55
- NEXT JAM（2017年4月3日 - 2018年3月26日、@FM） - 毎週月曜日 18:00 - 19:20
- Tresen（2017年8月22日、FMヨコハマ）
  - かなジオン（2018年4月3日 - 2020年3月30日、FMヨコハマ） - 毎週月曜日 15:00～19:00
- 養老鉄道 presents 足立佳奈の乗ってみようろう!（2018年3月2日 - 5月25日、@FM） - 毎週金曜日 19:55 - 20:00[71]
- Kicks Lounge（2021年1月12日 - 、InterFM897）

## 書籍

### 写真集
- 足立佳奈 Digital Photo Book【完全版】（2017年11月21日、ソニー・ミュージックエンタテインメント、撮影：外山繁）[72]

### ムック
- 東海ウォーカー（2018年vol.2、KADOKAWA） - 表紙・カバーガールインタビュー